# 리엄 오 레시

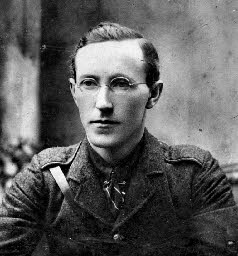
리엄 린치 장군

리엄 오 레시(아일랜드어: Liam Ó Loingsigh, 영어: Liam Lynch 리엄 린치[*], 1893년 11월 9일 ~ 1923년 4월 10일)는 아일랜드의 군인이자 아일랜드 공화국군의 장교로 아일랜드 독립전쟁과 아일랜드 내전을 지휘하였다.
아일랜드 코크 근처에서 태어나 12년 동안 앵글스보로 학교를 다녔고 이후 아일랜드 독립전쟁 중에 아일랜드 공화국군에 가입해 코크 제2여단 사령관이 되었다.
1920년 6월 경찰에게 붙잡혔으나 8월 다른 대원들과 탈출해 코크 시청을 급습하고 9월 어니 오말리과와 함께 말로우에서 영국군과 싸웠고 1921년까지 약 13명의 영국군을 살해했는데 반면 공화국군은 8명의 대원과 2명의 지원자가 처형당했을 뿐이었다.